# Danserindebrønden

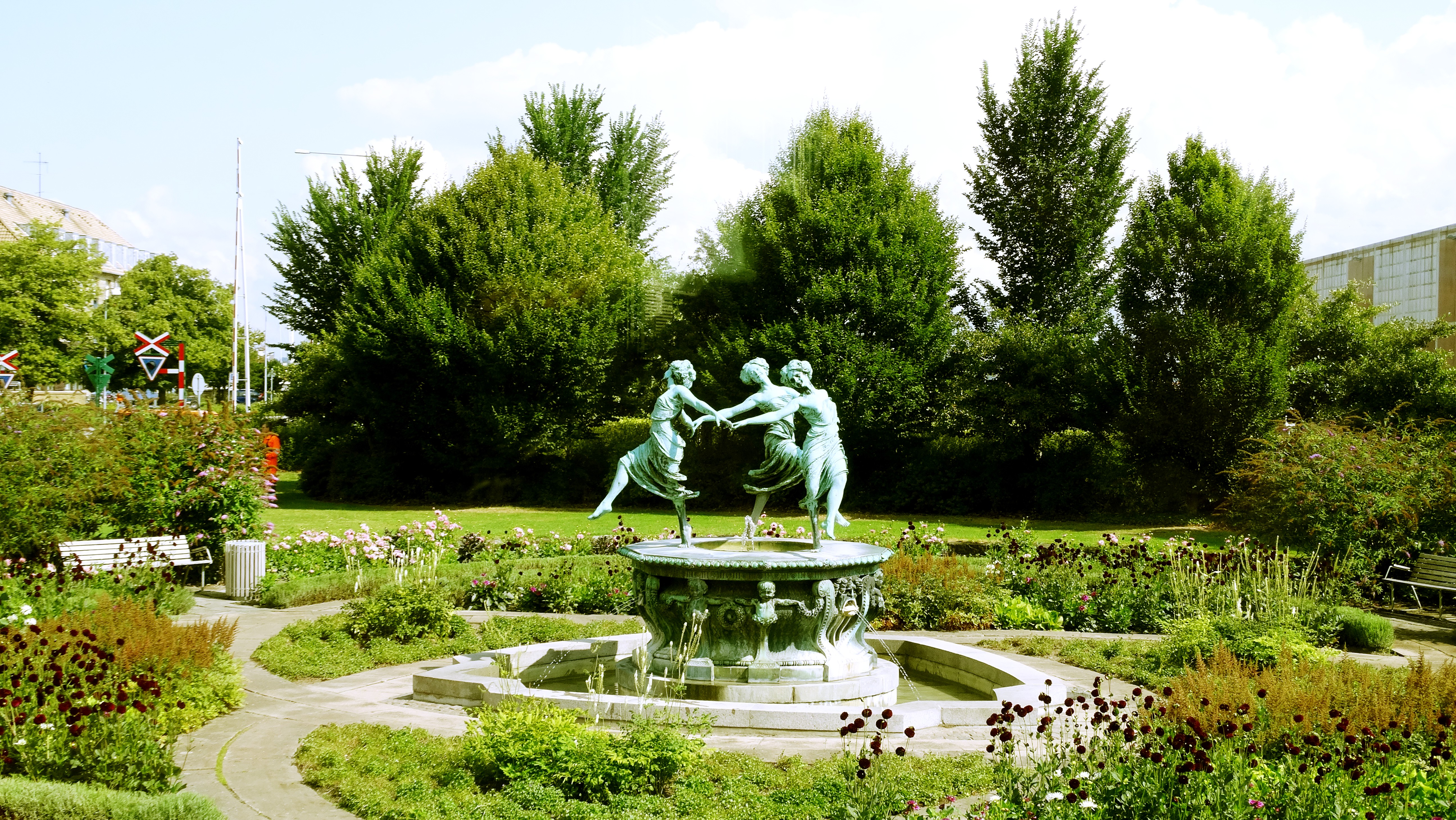
Danserindebrønden in Helsingør

Der Danserindebrønden (dt. Tänzerinnenbrunnen) steht in der dänischen Stadt Helsingør nahe einer kleinen Hafenanlage des Helsingør Havns. Zum Brunnen gehört eine Bronzestatue, die der dänische Bildhauer Rudolph Tegner auf Bestellung des Brauers Carl Jacobsen erschuf. Die am Brunnenrand platzierte Statuengruppe zeigt drei junge, fröhlich tanzende Frauen.

## Geschichte
Der Brauer und Kunstmäzen Carl Jacobsen sehnte sich Anfang des 20. Jahrhunderts danach, ein Monument für das Königlich Dänische Ballett aufzustellen, welches die drei Tänzerinnen Elna Jørgensen, Emilie Smith und Grethe Ditlevsen darstellt. Die Namen der drei Tänzerinnen sind am Brunnenrand eingraviert. 1910 wurden die drei Künstler Rudolph Tegner, Edvard Eriksen und Carl Bonnesen beauftragt, einen Entwurf auszuarbeiten, von denen Tegner schließlich den Auftrag erhielt.
Die Statue wurde am 6. Juni 1913 im Kongens Have (Königlicher Garten) des Kopenhagener Schloss Rosenborg aufgestellt und dort zwei Jahre später auf den Rasen bei Sølvgade verlegt. Das Brunnenbecken gestaltete der Architekt Hack Kampmann.
Unzufrieden mit dem Standort in Kongens Have, ergriff Tegner 1933 die Initiative, den Danserindebrønden nach Helsingør zu versetzen. An der Ecke Kronborgvej/Allégade bekam die Statue einen Platz zugewiesen, umgeben in einer vom Landschaftsarchitekten G. N. Brandt erschaffenen Gartenanlage. 1941 zog das Monument abermals um, als es im Zuge einer Erweiterung der Helsingør Skibsværft 25 Meter weiter zu seinem jetzigen Standort gegenüber der heutigen Kulturværftet verlegt wurde.